# NGC 3529
NGC 3529 é uma galáxia espiral barrada (SBb) localizada na direcção da constelação de Crater. Possui uma declinação de -19° 33' 22" e uma ascensão recta de 11 horas, 07 minutos e 19,2 segundos.
A galáxia NGC 3529 foi descoberta em 22 de Março de 1835 por John Herschel.